# Жаскеленов, Жолдас
Жолдас Жаскеленов (1886 год — 17 июля 1951 год) — заведующий коневодством колхоза «Жана-Куш» Баксайского района Гурьевской области, Казахская ССР. Герой Социалистического Труда (1948).

## Биография
Жолдас Жаскеленов родился в 1886 году в Махамбетском районе (быв. Баксайском) Гурьевской области. Казах по национальности. Беспартийный. До установления Советской власти работал по найму у баев. В 1938 году одним из первых вступил в колхоз “Жана куш”, и до 1951 года работал табунщиком в колхозе. 
В годы Великой Отечественной войны самоотверженно занимался разведением лошадей для Красной Армии. Пожертвовал 100 тысяч рублей из собственных средств на создание боевого самолета, за что получил благодарность от Верховного главнокомандующего. Его труд в период войны был отмечен медалью "За доблестный труд в период Великой Отечественной войны 1941-1945 годов".
После войны в 1947 году был назначен заведующим конетоварной фермой колхоза. В первый же год новый заведующий сумел сплотить дружный и трудоспособный коллектив конефермы. Им была правильно организована система использования пастбищ при табунном содержании лошадей. В 1947 году Жолдас Жаскеленов ухаживал за табуном в 500 голов, среди которых было 162 конематки, от которых он получил и сохранил 155 жеребят. 
Указом Президиума Верховного Совета СССР от 23 июля 1948 года «за получение высокой продуктивности животноводства в 1947 году при выполнении колхозом обязательных поставок сельскохозяйственных продуктов и плана развития животноводства» удостоен звания Героя Социалистического Труда с вручением Ордена Ленина и золотой медали Серп и Молот.
В последующие годы руководимая им конеферма добивались значительных результатов в поголовье лошадей.
Избирался депутатом Жанакушского аульного совета, по Жумайкольскому округу №2.
Вместе с женой вырастили 6 детей, старший пропал без вести на фронте в 1943 году. 17 июля 1951 года после тяжелой болезни Жаскеленов умер.

## Память
Решением акима Махамбетского сельского округа Махамбетского района Атырауской области от 4 октября 2018 года улице в селе Сарытогай Махамбетского района присвоено имя «Жолдаса Жаскеленова».